# Матеј (Асти)
Матеј је насеље у Италији у округу Асти, региону Пијемонт.
Према процени из 2011. у насељу је живело 14 становника. Насеље се налази на надморској висини од 204 м.